# Laboratoris Esteve
Laboratoris Esteve, S.A. són uns laboratoris farmacèutics i químics catalans creats l'any 1929. D'ençà aleshores Esteve ha estès la seva activitat comercial a més de 100 països de tot el món, amb plantes de fabricació a Europa, Amèrica i Àsia. Va facturar més de 830 milions d'euros l'any 2015 i compta amb més de 2.300 empleats. Dedica part de la seva facturació a la I+D, tot i que en general, com totes les farmacèutiques catalanes i estatals, tenen el gruix de la facturació en llicències d'altres laboratoris estrangers (nord-americans i de la resta d'Europa en la seva majoria).
Amb seu central a l'avinguda Mare de Déu de Montserrat de Barcelona. A Catalunya té plantes de producció de productes acabats a Martorelles, i de producció de principis actius a Celrà i a Banyeres del Penedès (Esteve Química).

## Història
Aquesta empresa va néixer a Manresa el 1929 de la mà del doctor Antoni Esteve i Subirana, membre d'una nissaga de farmacèutics. Es traslladà a Barcelona on aixecà els laboratoris del Guinardó el 1942. El premi Nobel Alexander Fleming va visitar aquestes instal·lacions l'any 1948. El doctor Esteve va morir el 1979 i els seus fills van continuar la seva obra. La part industrial dels laboratoris és fora de Barcelona (Celrà, Martorelles…) però la seu administrativa es manté al barri. Aquesta empresa ha tingut una gran repercussió econòmica i social a tota la zona.

## Principals fites
- 1929 El Dr. Antoni Esteve i Subirana es fa càrrec d'una farmàcia de Manresa, inici de l'activitat comercialitzadora de les primeres especialitats vitamíniques, preparades a la pròpia farmàcia.
- 1936 Canvi jurídic a Laboratorios del Dr. Esteve, SA, constituint-se en Societat anònima.
- 1963 Es crea la divisió de Veterinaria
- 1966 Establiment d'Esteve Química (EQ Esteve).
- 1971 Comercialització del vasoprotector d'investigació pròpia dobesilat càlcic (Doxium®) al mercat farmacèutic espanyol. Actualment s'està comercialitzant a 80 països.
- 1974 Creació dels laboratoris Isdin, una joint venture amb el grup de perfumeria Antonio Puig S.A..
- 1989 Es crea la Divisió hospitalària.
- 1992. Fàbrica a Mèxic i creació d'una filial a Portugal.
- 2000 Joint venture amb una empresa xinesa: Zhejiang Huayi Pharmaceutical, Co. Ltd.,
- 2002 Esteve signa amb International Wex Technologies (Canadà) un acord pel co-desenvolupament d'un potent analgèsic, la tetrodotoxina, pel tractament del dolor d'origen oncològic i neuropàtic.
- 2003 Filial de veterinària a Itàlia
- 2005 Esteve amplia la seva presència a la Xina amb un nou acord de joint venture amb el grup Huayi Investment Group crea la societat d'Esteve Huayi Pharmaceutical.
- 2006 Esteve juntament amb quatre companyies catalanes del sector, entre les quals destaquen els laboratoris farmacèutics Almirall, Ferrer i Uriach, creen el consorci Genius Pharma pel desenvolupament de plataformes tecnològiques i bones pràctiques en el descobriment de medicaments innovadors.
- 2007 Esteve inaugura la seva oficina de representació a New Jersey, Esteve USA. Veterinària Esteve inicia activitat comercial a Alemanya a través de la seva filial Euracon Pharma, GmgH. També desembarca amb fàrmacs per a humans a Itàlia a través de la seva filial de EFGs (medicaments genèrics) Pensa pharma.